# Calodendrum capense
Calodendrum capense är en vinruteväxtart som först beskrevs av L. fil., och fick sitt nu gällande namn av Carl Peter Thunberg. Calodendrum capense ingår i släktet Calodendrum och familjen vinruteväxter. Inga underarter finns listade i Catalogue of Life.